# Cuevas Jenolan
Las Cuevas Jenolan (Tharawal: Binoomea, Bindo, Binda) son cuevas de piedra caliza ubicadas dentro de la Reserva de Conservación del Karst de Jenolan en la región de las Mesetas Centrales, al oeste de las Montañas Azules, en Jenolan, Consejo de Oberon, Nueva Gales del Sur, en el este de Australia. Las cuevas y la reserva de 3083 ha están situadas aproximadamente 175 km al oeste de Sídney, 20 km al este de Oberon y 30 km al oeste de Katoomba (74 km por carretera). Se remonta a hace 340 millones de años y es el sistema de cuevas abiertas más antiguo conocido y datado del mundo.
Las cuevas son las más visitadas de varios grupos similares en cuevas de piedra caliza del país y las cuevas abiertas descubiertas más antiguas del mundo. Incluyen numerosos fósiles marinos del Silúrico y las formaciones de calcita, a veces de un blanco puro, destacan por su belleza. La red de cuevas sigue el curso de un tramo subterráneo del río Jenolan. Tiene más de 40 km de pasajes de varios niveles y más de 300 entradas. El complejo aún está siendo explorado. Las cuevas son un destino turístico, con once cuevas iluminadas abiertas a los visitantes que pagan.
Las cuevas y la reserva de conservación son una de las ocho áreas protegidas que se inscribieron en 2000 para formar parte de la Región de las Montañas Azules, declarada Patrimonio de la Humanidad por la Unesco. La Reserva de Conservación Jenolan Karst es la más occidental de las ocho áreas protegidas dentro del Sitio del Patrimonio Mundial. La reserva forma parte de la Gran Cordillera Divisoria y figuraba en el (ahora desaparecido) Registro del Estado Nacional en 1978. Las cuevas de Jenolan figuran en la Lista del Patrimonio Nacional de Australia. El 25 de junio de 2004, la Reserva de las Cuevas de Jenolan (excluidas las cuevas) se incluyó en el Registro del Patrimonio Estatal de Nueva Gales del Sur con la siguiente inscripción: 

La Reserva de las Cuevas de Jenolan es de importancia estatal por sus valores históricos, estéticos, de investigación y de rareza. Las cuevas y los paisajes kársticos se desarrollaron como importantes destinos científicos y turísticos a finales del siglo XIX y XX, y la Reserva es muy importante como la primera reserva pública reservada en Nueva Gales del Sur para la protección de un recurso natural, en este caso, las Cuevas Jenolan.
Declaración de importancia, Registro del patrimonio estatal de Nueva Gales del Sur, 2004.

## Etimología
Se cree que la palabra Jenolan es una palabra indígena que significa "lugar alto"; derivado de la palabra Tharawal, Genowlan, para "lugar alto con forma de pie". Un significado alternativo (aunque muy poco probable) proviene del nombre "J E Nolan" que fue encontrado fumado por una vela en el techo de una cueva.

## Historia

### Geología
Al medir la proporción de potasio radiactivo y gas argón atrapado, que se produjo cuando el potasio se descompuso, los científicos determinaron que la edad de la arcilla en las cuevas era de aproximadamente 340 millones de años, lo que convierte al complejo de cuevas en el sistema de cuevas abiertas más antiguo conocido y datado del mundo. La Organización de Investigación Científica e Industrial de la Commonwealth (CSIRO), en asociación con la Universidad de Sídney y el Museo Australiano, lideran los esfuerzos de investigación científica en las cuevas.

### Cultura indígena
Durante miles de años, la zona de Jenolan ha sido parte de la cultura de los pueblos indígenas locales. El área tiene importancia para los pueblos Gundungurra y Wiradjuri, que la conocían como Binomil o Bin-oo-mur, y una variedad de nombres similares. Una historia de la creación del pueblo Gundungurra en Tiempo del Sueño describe cómo surgió el campo e involucra una lucha entre dos espíritus creadores ancestrales: uno, una criatura gigante parecida a una anguila, Gurangatch, y el otro, Mirrigan, un gran gato nativo o quoll. Los Gundungurra penetraban en las cuevas hasta el agua subterránea, llevando a los enfermos para bañarlos en esta agua, a la que creían que tenía poderes curativos.

### Descubrimiento europeo
No se conocen relatos contemporáneos del descubrimiento de las cuevas por parte de los europeos, aunque se atribuye a Charles Whalan como el primero en conducir a los visitantes a las cuevas en la década de 1840. Sin embargo, en el obituario de Charles Whalan y otras fuentes, el crédito por el descubrimiento de las cuevas se le da a su hermano, James Whalan. Aunque la mayoría de los relatos se escribieron algunas décadas después del descubrimiento inicial y difieren algo en los detalles, generalmente se acepta que en 1838 (o posiblemente 1841), James Whalan estaba persiguiendo a un ex convicto y ladrón local activo llamado McKeown, quien había robado ganado, herramientas, ropa y un molinillo de harina, fue rastreado hasta la zona. En esta búsqueda, James Whalan descubrió el sistema de cuevas e informó de su existencia a su hermano Charles, quien exploró las cuevas más a fondo.
Las cuevas, originalmente conocidas como cuevas del río Fish, quedaron bajo el control del gobierno de Nueva Gales del Sur en 1866, convirtiéndose en la segunda área del mundo reservada con fines de conservación. Al año siguiente, Jeremiah Wilson fue nombrado el primer "Guardián de las Cuevas". Wilson no solo exploró las ya conocidas cuevas Elder y Lucas, sino que más tarde descubrió las cuevas Imperial, Left Imperial (ahora conocida como Chifley), Jersey y Jubilee.
Las cuevas se abrieron al turismo desde el principio, pero había poca protección contra los visitantes que dañaban las formaciones hasta que se prohibió la colección de recuerdos y la escritura de grafiti en 1872. En 1884 se adoptó el nombre de Cuevas Jenolan. 
El camino a las cuevas originalmente pasaba por Tarana, lo que significaba que los viajeros del sur tenían que tomar una ruta larga e indirecta de aproximadamente 140 km de Katoomba a Oberon y, de allí, a Tarana. A mediados de la década de 1880, los hoteleros de Katoomba querían mejorar el negocio construyendo un camino a las cuevas desde su ciudad, pero el terreno empinado y accidentado entre las cuevas y la ciudad fue un obstáculo importante y varios intentos fracasaron. Sin embargo, Peter Fitzpatrick de Burragorang, quien estaba relacionado con algunas operaciones mineras cerca de Katoomba, hizo gestiones ante el Primer Ministro. En abril de 1884, se asignó el trabajo a William Marshall Cooper, inspector de parques públicos del gobierno estatal, y trazó una pista para caballos y carruajes en una caminata de 10 días desde Katoomba hasta las cuevas. La ruta era, comentó, 42 km desde el Hotel Western en Katoomba. "... Cualquier persona acostumbrada a caminar podrá hacerlo cómodamente en 12 horas... cuando el sendero a caballo propuesto esté terminado, será un paseo muy agradable de cinco horas." Se hizo conocido como Six Foot Track.
En 1885, el Parlamento había aprobado 2500 libras australianas para la construcción del camino de herradura de Cooper, y el trabajo comenzó en la zona más difícil, la hendidura Megalong, donde hubo que cortar un zigzag, en parte en roca sólida, para reducir la pendiente a 1:5,5. El primer paso registrado del camino de herradura completo de Katoomba a Jenolan fue realizado por el gobernador, Lord Carrington, en septiembre de 1887. Lord Carrington también hizo la primera visita oficial a las cuevas al finalizar su viaje, acompañado por Wilson.
En 1898 se construyó la actual Casa de las Cuevas de Jenolan, en sustitución de la anterior casa de alojamiento de madera construida por Jeremiah Wilson, que había sido parcialmente destruida en 1895 por un incendio.
J. C. (Voss) Wiburd se convirtió en "Guardián de las Cuevas" en 1903 y descubrió (con su compañero guía y amigo Jack Edwards) cinco cuevas más en dieciocho meses: el Río, el Estanque de Cerbero, el Templo de Baal, Oriente y las Cuevas de la Cinta. Permaneció como Guardián hasta 1932, cuando lo dejó debido a la política del Gobierno en el momento de la jubilación obligatoria a la edad de 65 años.
La Cueva Chifley, originalmente conocida como Cueva Imperial Izquierda, pasó a llamarse en 1952 en honor a Ben Chifley, miembro del parlamento local federal y ex Primer Ministro, que había fallecido el año anterior. En 1968, la Cueva de Oriente se convirtió en la primera del mundo en ser limpiada, debido a la contaminación por el barro de la anterior vía de acceso y de una caldera de carbón cercana. El hollín de la caldera ingresaba a la cueva a través de un nuevo túnel excavado a 400 pies hasta la cueva de Oriente en 1954 para permitir un acceso más fácil (entrando por Bat End). Se descubrió que la limpieza con vapor daña las formaciones cristalinas, debido a la rápida expansión y contracción causada por el calor del vapor, y hoy en día se utiliza agua de los propios ríos subterráneos de las cuevas si la limpieza de las cuevas es necesaria.
Desde 2011, el CSIRO, en asociación con la Organización Australiana de Ciencia y Tecnología Nuclear, comenzó a utilizar un nuevo sistema de mapeo portátil para mapear algunas de las cuevas con detalle tridimensional.

## Cuevas
Grandes porciones de este extenso sistema de cuevas son accesibles sólo para espeleólogos experimentados, especialmente aquellas áreas a lo largo del sistema de ríos subterráneos.

Se han desarrollado once cuevas espectáculo para el turismo regular y están abiertas al público.
| Nombre de la cueva   | Descubrimiento por europeos | Imagen | Accesibilidad                        | Iluminación                          | Descripción | Fuente(s) |       |      |  |                              |     | |  |
| -------------------- | --------------------------- | ------ | ------------------------------------ | ------------------------------------ | --- | --------- | ----- | ---- |  | ---------------------------- | --- | --- |  |
| Nombre de la cueva   | Descubrimiento por europeos | Imagen | Accesibilidad                        | Iluminación                          | Descripción | Fuente(s) | Lucas | 1860 |  | Popular entre los visitantes | LED | Llamada así en honor del diputado John Lucas, que presionó para que se conservaran las cuevas en la década de 1860, esta cueva cuenta con varias cámaras de gran tamaño, entre ellas la catedral, de más de 50 metros (54,7 yd) de altura, y la inmensa Cámara de Exposiciones, que contiene la formación de la Columna Rota. Debido a su tamaño y acústica, la Cámara de la Catedral también se utiliza para ceremonias nupciales y recitales. |  |
| Río                  | 1903                        |        | Extensive show cave; most strenuous  | LED                                  | Incluye algunos de sus elementos más famosos, como el Minarete, la Gran Columna y el Tejadillo de la Reina, así como parte del río Estigia. Hasta 1923, cuando se construyó un puente de hormigón, un tramo del río de esta cueva se cruzaba en una pequeña barca. |           |       |      |  |                              |     | |  |
| Chifley              | 1880                        |        | Cueva de grandes dimensiones         | LED                                  | La cueva de Chifley fue la primera del mundo en ser iluminada con luz eléctrica, en 1880. Dos de las cámaras de la cueva siguen decoradas con luces de colores históricas.. |           |       |      |  |                              |     | |  |
| Imperial             | 1879                        |        | De fácil acceso por los turistas     | LED                                  | La cueva Imperial contiene algunos de los mejores yacimientos de fósiles y varios huesos de Diablo de Tasmania. Tenga en cuenta que, aunque los fósiles pueden no ser claramente evidentes para el visitante ocasional, de hecho, el lecho rocoso en el que se forman las cuevas está ricamente dotado de fósiles marinos. |           |       |      |  |                              |     | |  |
| Oriente              | 1904                        |        | Abierta en 1917                      | LED                                  | Esta cueva contiene algunas de las formaciones más grandiosas del complejo y fue limpiada con vapor para preservarlas en 1968. Hasta 1954, esta cueva, junto con el Templo de Baal y las Cuevas de la Cinta, sólo eran accesibles a través de la Cueva del Río. Ese año, se construyó el Corte Binoomea cerca de la Casa de las Cuevas para facilitar el acceso a estas cuevas. En 2009 se instaló en esta cueva un sistema de iluminación basado en LED. | [ 20 ]    |       |      |  |                              |     | |  |
| De la cinta          | 1904                        |        |                                      | LED                                  | La cueva de la cinta mide 60 m de largo es está ricamente decorada. Esta cueva es conocida por sus buenos ejemplos de helictitas "en cinta". |           |       |      |  |                              |     | |  |
| Piscina de Cerbero   | 1903                        |        |                                      | LED                                  | Esta cueva es un brazo inferior de la Cueva del Río. Las principales formaciones aquí son el Baño de Venus y parte del sistema fluvial subterráneo que forma la propia Piscina de Cerbero. También incluye raras formaciones de aragonita. |           |       |      |  |                              |     | |  |
| Jubileo              | 1893                        |        |                                      | LED                                  | La Cueva del Jubileo es la cueva más larga de Jenolan. Es la que requiere más tiempo de visita, ya que se encuentra bastante alejada de las demás cuevas. De las cuevas que se muestran al público en Jenolan, es la menos visitada debido a la duración de la visita y al reducido número de grupos que pueden acudir a ella. |           |       |      |  |                              |     | |  |
| Templo de Baal       | 1904                        |        |                                      | LED                                  | Esta cueva consta de sólo dos grandes cámaras, una de las cuales está dominada por la enorme formación en forma de mantón de 9 metros llamada Ala del Ángel. La cueva también destaca por una alta incidencia de las peculiares formaciones conocidas como Helictitas. El nombre deriva en parte de la historia bíblica de Baal y de otra mitología antigua más oscura. Los nombres de los elementos de la cueva también están relacionados en parte con la historia bíblica, así como con la masonería esotérica. Recientemente, en 2006, se ha mejorado la iluminación y se ha añadido audio a la experiencia de la cueva. |           |       |      |  |                              |     | |  |
| Cueva de las ortigas | 1838                        |        | Circuito con guía auditiva           | LED                                  | La Cueva de las Ortigas se encuentra entre el Gran Arco y la Cochera del Diablo. La cueva toma su nombre de las ortigas que crecen cerca de su entrada (tenga en cuenta que las pasarelas elevadas protegen a los visitantes de sus picaduras); una parte superior de esta cueva puede verse desde el interior de la Cochera del Diablo. Originalmente se mostraba como una visita guiada, la cueva se cerró al público en 1932 y se reabrió en 2006, combinada con la contigua Cochera del Diablo. La Cueva de la Ortiga alberga "Espaldas de cangrejo de río", stromatolitos formados por cianobacterias, la luz y el viento. Se calcula que tienen al menos 20.000 años de antigüedad. Debido a los desprendimientos de rocas (más probables por la sequía, según los guías de la cueva), el camino de fácil acceso desde el Gran Arco hasta la Cochera del Diablo está actualmente cerrado. La mejor forma de acceder a la cueva abierta es mediante un descenso de 270 escalones desde el aparcamiento de Carlotta. | [ 21 ]    |       |      |  |                              |     | |  |
| El Gran Arco         | 1838                        |        | Punto de encuentro de los recorridos | Punto de encuentro de los recorridos | La carretera desde Sídney pasa por el Arco y seis de los recorridos a cuevas parten de puntos de encuentro en su interior. Junto al Gran Arco se encuentra la Cochera del Diablo, una inmensa cámara abierta que forma parte de los numerosos paseos naturales de la zona. En lo alto de ambas se encuentra el Arco de Carlotta, un arco independiente que es todo lo que queda de un sistema de cavernas superior erosionado y colapsado hace tiempo. Además de estas zonas, hay otras cuevas en la zona, algunas de las cuales están disponibles para visitas especiales. |           |       |      |  |                              |     | |  |
| Cueva del anciano    | 1848                        |        | Cueva de aventura                    |                                      | Llamada así por el Árbol anciano, los visitantes bajaban para entrar en la dolina (sumidero). La Cueva del Anciano fue la primera de las cuevas de Jenolan en ser descubierta y abierta a los turistas. Más tarde se consideró que era demasiado difícil desarrollarla adecuadamente y finalmente se interrumpieron las visitas; sin embargo, a finales de la década de 1990 la Cueva del Anciano se reabrió para la espeleología de aventura, y se vende como el Plughole Tour. No está tan decorada como las cuevas de exhibición habituales, pero presenta firmas dejadas por los primeros visitantes e incluye una breve sección de la Cueva Imperial. |           |       |      |  |                              |     | |  |
| Cueva de Aladino     | 1897                        |        |                                      |                                      | La cueva de Aladino fue explorada inicialmente con la esperanza de abrir una ruta más corta hacia la cueva del Jubileo. Sus decoraciones son similares a las de la cueva del Jubileo. |           |       |      |  |                              |     | |  |
| Cueva Jersey         | 1891                        |        |                                      |                                      | Una extensión de la cueva del anciano. Una de los elelemntos es un esqueleto de thylacine fosilizado |           |       |      |  |                              |     | |  |
| Cueva del arco       | 1838                        |        |                                      |                                      | Esta cueva se encuentra sobre la cueva de la ortiga y parte de la misma es posible de ser observada desde la Devils Coach House. La entrada a esta cueva se encuentra en la base del Arco de Carlotta (de allí su denominación) . |           |       |      |  |                              |     | |  |

## Turismo
Las Cuevas Jenolan se encuentran a tres horas en coche de Sídney y Canberra. Empresas privadas de autocares realizan excursiones de un día desde Sídney y desde la estación de tren de Katoomba. No hay transporte público hasta las cuevas de Jenolan. Las cuevas atraen a más de 250 000 visitantes al año, lo que las convierte en uno de los lugares turísticos más populares de la zona rural de Nueva Gales del Sur.[cita requerida] y ha ganado numerosos premios de turismo.
Históricamente, solo se podía acceder a las cuevas a través del Six Foot Track, un sendero de herradura de 45 km de largo desde Katoomba establecido en 1884. Este sendero quedó en desuso a principios del siglo XX después de que se construyeran nuevas carreteras en el área, pero fue reabierto como sendero para caminatas en 1984. Ahora es una de las caminatas nocturnas más populares en el área de las Montañas Azules.
Diez de las "cuevas oscuras" de la zona están abiertas para visitas guiadas regulares todos los días (de 1 a 2 horas por visita). Los tamaños de estos recorridos por cuevas varían. Por ejemplo, la delicada cueva de la piscina de Cerberus puede tener solo 8 personas en un recorrido, mientras que la cueva de Lucas (con sus grandes cámaras) puede tener hasta 65 personas por recorrido.
Los recorridos varían en dificultad. La Cueva Imperial, por ejemplo, tiene la menor cantidad de escaleras, mientras que la Cueva del Río es la más extenuante. El turista medio puede recorrer cualquiera de estas cuevas espectáculo.[cita requerida]
También está disponible una visita autoguiada a la enorme Nettle Cave/Devils Coach House. La visita autoguiada ofrece a los visitantes la posibilidad de elegir entre muchos idiomas. Una de las opciones del recorrido autoguiado es un comentario sobre la cultura aborigen.
Actualmente, los recorridos nocturnos solo están disponibles para los huéspedes de The Grand Genolan Cave House. A veces, los sábados por la noche llevan a los huéspedes a visitas guiadas a través de cuevas que no están disponibles para los visitantes diurnos.
Varias cuevas no desarrolladas están disponibles para la espeleología de aventura (tours de 2 horas a todo el día). Estos recorridos de aventura en espeleología incluyen el Plughole Tour, que se realiza todos los días e incluye rappel básico. Se encuentran disponibles otros recorridos de espeleología de aventura más desafiantes.[cita requerida]
La Cámara de la Catedral, parte de la "Cueva de Lucas", es famosa por su acústica. En esta sala se celebran conciertos clandestinos. También se llevan a cabo conciertos en el Gran Arco, incluido el anual 'Villancicos en las cuevas', que recauda dinero para organizaciones benéficas.
Durante las vacaciones escolares se ofrecen visitas guiadas especialmente diseñadas para niños. Las cuevas de Jenolan han sido durante mucho tiempo un destino popular para excursiones escolares.

### Hostal de las cuevas de Jenolan
Los turistas que visitan las cuevas de Jenolan pueden alojarse en el Hostal de las Cuevas de Jenolan, declarada patrimonio histórico. Fue diseñado en 1897 por el arquitecto gubernamental Walter Liberty Vernon como centro turístico o retiro para los ricos. Para satisfacer las expectativas de la gente acomodada, Vernon incluyó un salón de baile y un gran comedor, ahora el restaurante Chisolm's. Chisolm's abre todos los días para la cena y sirve cocina australiana moderna. Las instalaciones incluyen un complejo de hotel/motel, cabañas independientes, restaurante, bar y cafetería.

## Listado de patrimonio
Al 15 de junio de 2004, la Reserva de las Cuevas de Jenolan es de importancia estatal por sus valores históricos, estéticos, de investigación y de rareza. Las cuevas y los paisajes kársticos se desarrollaron como importantes destinos científicos y turísticos a finales del siglo XIX y XX, y la Reserva es muy importante como la primera reserva pública reservada en Nueva Gales del Sur para la protección de un recurso natural, en este caso, las Cuevas de Jenolan.
La Reserva es muy apreciada por las cualidades estéticas de las cuevas y formaciones cavernícolas, reflejadas en nombres de cuevas como Aladdin y Gem Cave; por la capacidad de las cuevas para demostrar avances tecnológicos como el primer uso de iluminación eléctrica para cuevas en la década de 1880 y el primer desarrollo de energía hidroeléctrica en Australia. El entorno de la aldea de las cuevas en el valle de Jenolan, con la pequeña aldea y la pintoresca Casa de las Cuevas casi eclipsadas por acantilados escarpados en todos los lados, la entrada a la aldea a través del Gran Arco que parece una fortaleza y el distintivo Lago Azul formado por el presa de la central hidroeléctrica, todo ello se combina para formar un paisaje de gran belleza y singularidad.
La Reserva tiene la capacidad de proporcionar información sobre la historia geológica de Nueva Gales del Sur y del continente australiano, y del potencial arqueológico del área de la aldea para proporcionar evidencia del período temprano en el desarrollo del turismo en Nueva Gales del Sur.
La cantidad de especies de flora y fauna raras y poco comunes que alberga, especialmente dentro de las cuevas; y la evidencia que puede demostrar del desarrollo del turismo, especialmente el turismo de montaña y de espeleología, en Nueva Gales del Sur, aumenta la importancia de la Reserva de las Cuevas de Jenolan (HO).
La historia geomórfica del sistema de cuevas de Jenolan es extremadamente compleja; el sistema de cuevas contiene una variedad excepcionalmente diversa de tipos kársticos y de cuevas que ilustran toda la gama de procesos y productos, desde depresiones incipientes y apenas perceptibles hasta desarrollos de cuevas en múltiples etapas y restos de restos descompuestos. El valle de McKeowns, al norte de Blue Lake, contiene el mejor conjunto de este tipo en Australia. El valle del río Jenolan es uno de los valles fluviokarst más destacados del mundo. La variedad y diversidad del karst y la decoración, incluida una notable diversidad de especies minerales, es variada, profusa e igual a las mejores del mundo. Las cuevas de Jenolan y sus alrededores contienen un conjunto muy diverso de morfologías y especies minerales. Hay evidencia en estas características de las influencias de los paleopaisajes. La contribución a la formación del paisaje de influencias estructurales, influencias litológicas y patrones de drenaje es fuente de considerable interés científico y educativo en Jenolan. La geomorfología de Jenolan incluye una variedad de fenómenos no kársticos que son importantes por su relación con el karst. Debido a que estas características se encuentran adyacentes al karst y, en algunos casos, sobre él, brindan una comprensión considerable de la formación del karst. En la piedra caliza de las cuevas de Jenolan se han descubierto una gran cantidad de fósiles de invertebrados. Estos incluyen corales, estromatoporoides, algas, braquiópodos, gasterópodos y nautiloideos rectos. En las cuevas también se encuentran restos subfósiles de muchos vertebrados.
Las cuevas proporcionan refugio y hábitat para una serie de especies raras, incluido el búho sombrío (Tyto tenebricosa tenebricosa) (raro en Australia), que se posa en la cueva conocida como Devil's Coach House y la Reserva de las Cuevas de Jenolan alberga una población de matorral. Ualabí de roca con cola (Petrogale penicillata). Esta especie figura como vulnerable en el Anexo 12 de la Ley de Vida Silvestre y Parques Nacionales de Nueva Gales del Sur. También se encuentra en las cuevas el arácnido opiliónido Holonuncia cavernicola, que se conoce únicamente del sistema de cuevas de Jenolan. La Reserva de las Cuevas contiene tres especies de plantas raras o en peligro de extinción. Estos son Pseudanthus divaricatissimus (3RC), Gonocarpus longifolius (3RC) y Geranium graniticola (3RC). En la segunda mitad del siglo XIX, las cuevas fueron reconocidas como quizás la principal atracción natural de Australia. Aunque ya no ocupan este papel, Jenolan sigue siendo una de las áreas de patrimonio natural más importantes de Australia. Las cuevas son una característica natural de muy alto perfil en Nueva Gales del Sur. El área de las cuevas de Jenolan se utiliza ampliamente como sitio de investigación y enseñanza para estudiar la geomorfología y los procesos involucrados en la formación del karst.
Jenolan es una de las áreas de historia natural y cultural más importantes de Australia. El área incluye uno de los sistemas de cuevas interconectadas más grandes y bellos de Australia y es un sitio excepcional de interés geológico y espeleológico. El río Jenolan, el Lago Azul y un sistema de íntimos valles y cursos de agua proporcionan un escenario magnífico para una variedad distintiva de vegetación y fauna nativa. La Reserva de Cuevas fue creada en 1866, seis años antes de la declaración del primer Parque Nacional del mundo. Desde su descubrimiento por James Whalan entre 1838 y 1841, la zona ha atraído a más de tres millones de visitantes. Caves House y sus dependencias asociadas aumentan la importancia cultural de la zona. El área también contiene una serie de reliquias industriales importantes, incluida la primera central hidroeléctrica de Australia y los restos de la primera iluminación eléctrica de cuevas que se instaló en la cueva Chifley en 1887.
Jenolan Caves figuraba en el Registro del Patrimonio Estatal de Nueva Gales del Sur el 25 de junio de 2004 habiendo cumplido los siguientes criterios.

## Clima
| Parámetros climáticos promedio de Jenolan Caves | Parámetros climáticos promedio de Jenolan Caves | Parámetros climáticos promedio de Jenolan Caves | Parámetros climáticos promedio de Jenolan Caves | Parámetros climáticos promedio de Jenolan Caves | Parámetros climáticos promedio de Jenolan Caves | Parámetros climáticos promedio de Jenolan Caves | Parámetros climáticos promedio de Jenolan Caves | Parámetros climáticos promedio de Jenolan Caves | Parámetros climáticos promedio de Jenolan Caves | Parámetros climáticos promedio de Jenolan Caves | Parámetros climáticos promedio de Jenolan Caves | Parámetros climáticos promedio de Jenolan Caves | Parámetros climáticos promedio de Jenolan Caves |
| Mes                                             | Ene.                                            | Feb.                                            | Mar.                                            | Abr.                                            | May.                                            | Jun.                                            | Jul.                                            | Ago.                                            | Sep.                                            | Oct.                                            | Nov.                                            | Dic.                                            | Anual                                           |
| ----------------------------------------------- | ----------------------------------------------- | ----------------------------------------------- | ----------------------------------------------- | ----------------------------------------------- | ----------------------------------------------- | ----------------------------------------------- | ----------------------------------------------- | ----------------------------------------------- | ----------------------------------------------- | ----------------------------------------------- | ----------------------------------------------- | ----------------------------------------------- | ----------------------------------------------- |
| Temp. máx. media (°C)                           | 25.6                                            | 24.6                                            | 21.8                                            | 16.7                                            | 12.8                                            | 10.0                                            | 9.4                                             | 11.5                                            | 15.3                                            | 19.4                                            | 22.4                                            | 25.0                                            | 17.9                                            |
| Temp. mín. media (°C)                           | 11.6                                            | 11.7                                            | 10.0                                            | 6.4                                             | 3.2                                             | 1.5                                             | 0.2                                             | 0.9                                             | 2.9                                             | 5.7                                             | 8.1                                             | 10.3                                            | 6.0                                             |
| Fuente: Australian Bureau of Meteorology        |                                                 |                                                 |                                                 |                                                 |                                                 |                                                 |                                                 |                                                 |                                                 |                                                 |                                                 |                                                 |                                                 |

## Galería

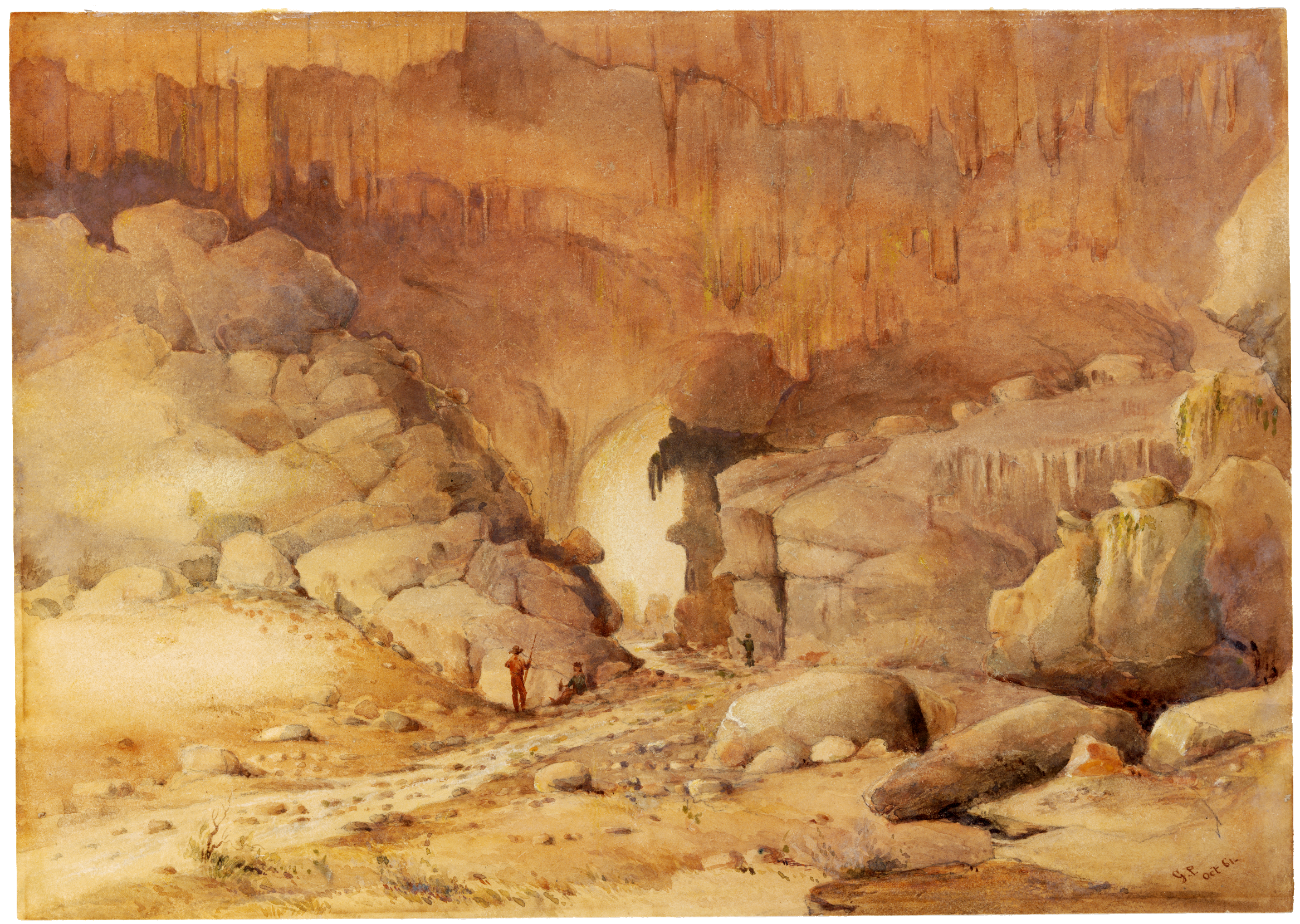
Posiblemente la imagen más antigua que se conserva del Gran Arco de las Cuevas de Jenolan, conocida en 1861 como Cuevas del Río Fish
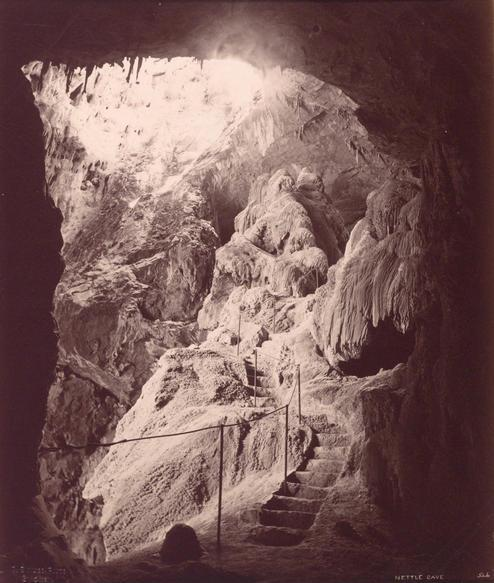
La entrada a la Cueva de las Ortigas, alrededor de 1888
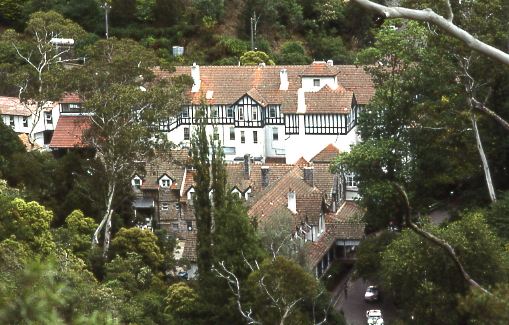
Hostal de las Cuevas, Jenolan
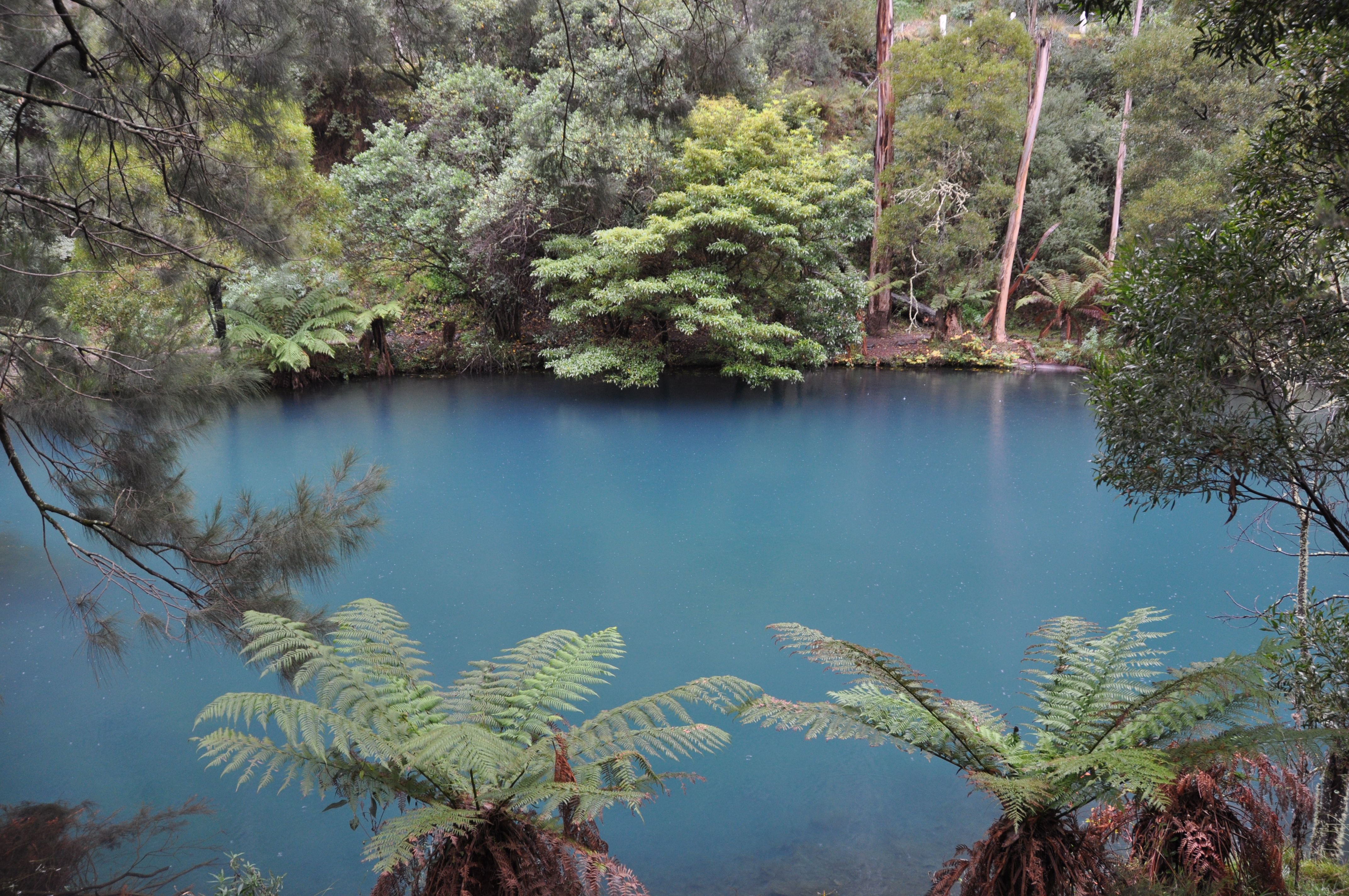
Lago Azul, Jenolan
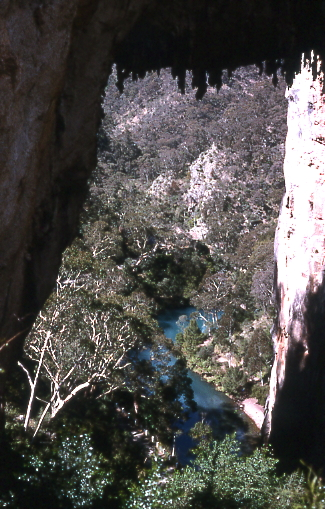
Vista a través del Arco Carlotta, Jenolan
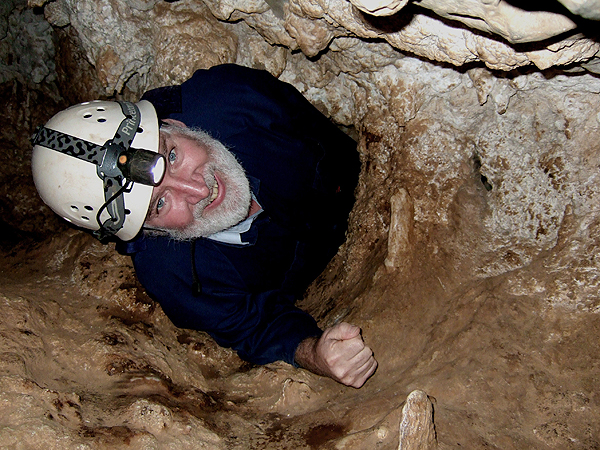
Los buscadores de desafíos pueden hacer espeleología de aventuras en Jenolan
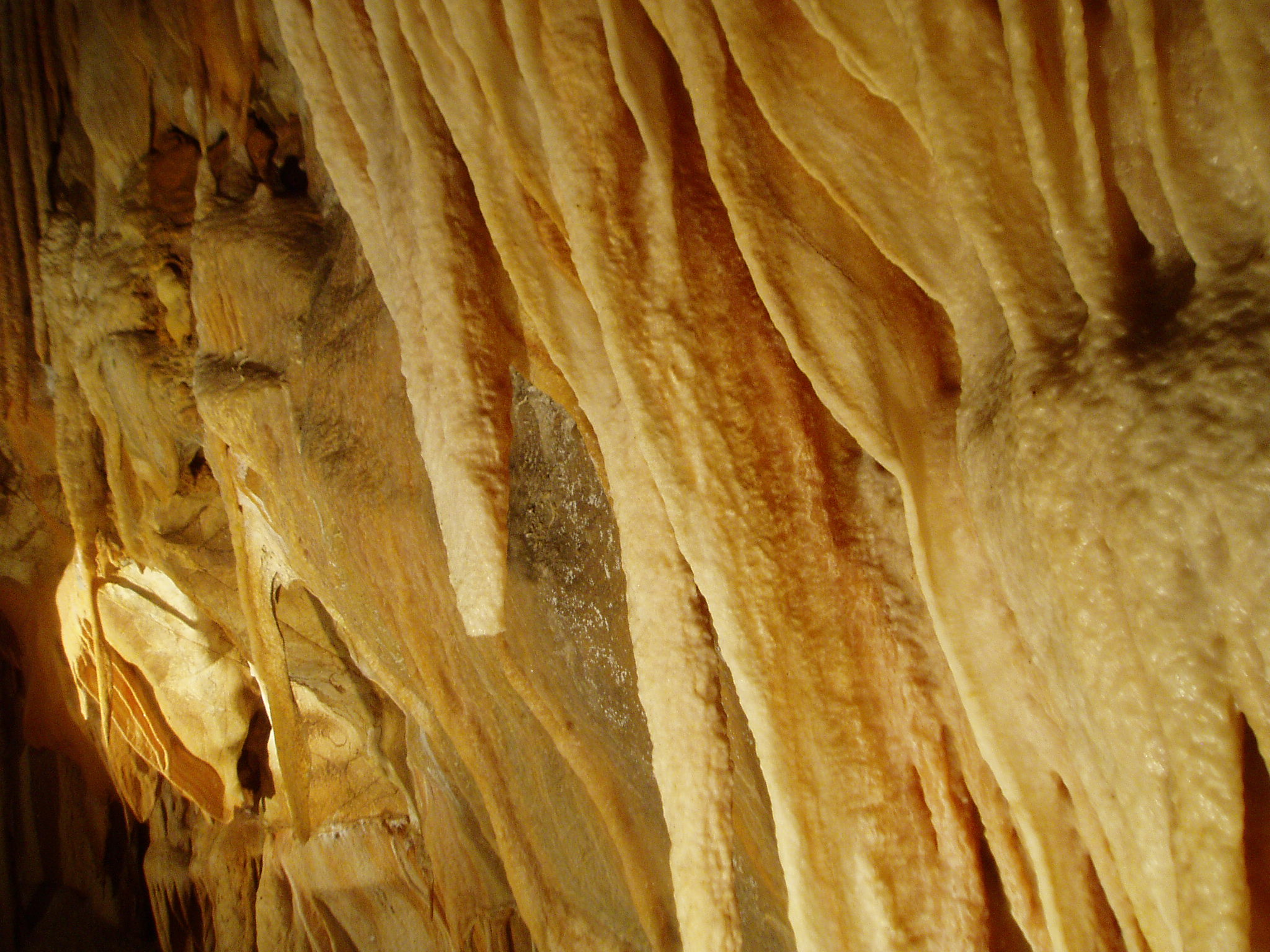
Mantones pequeños
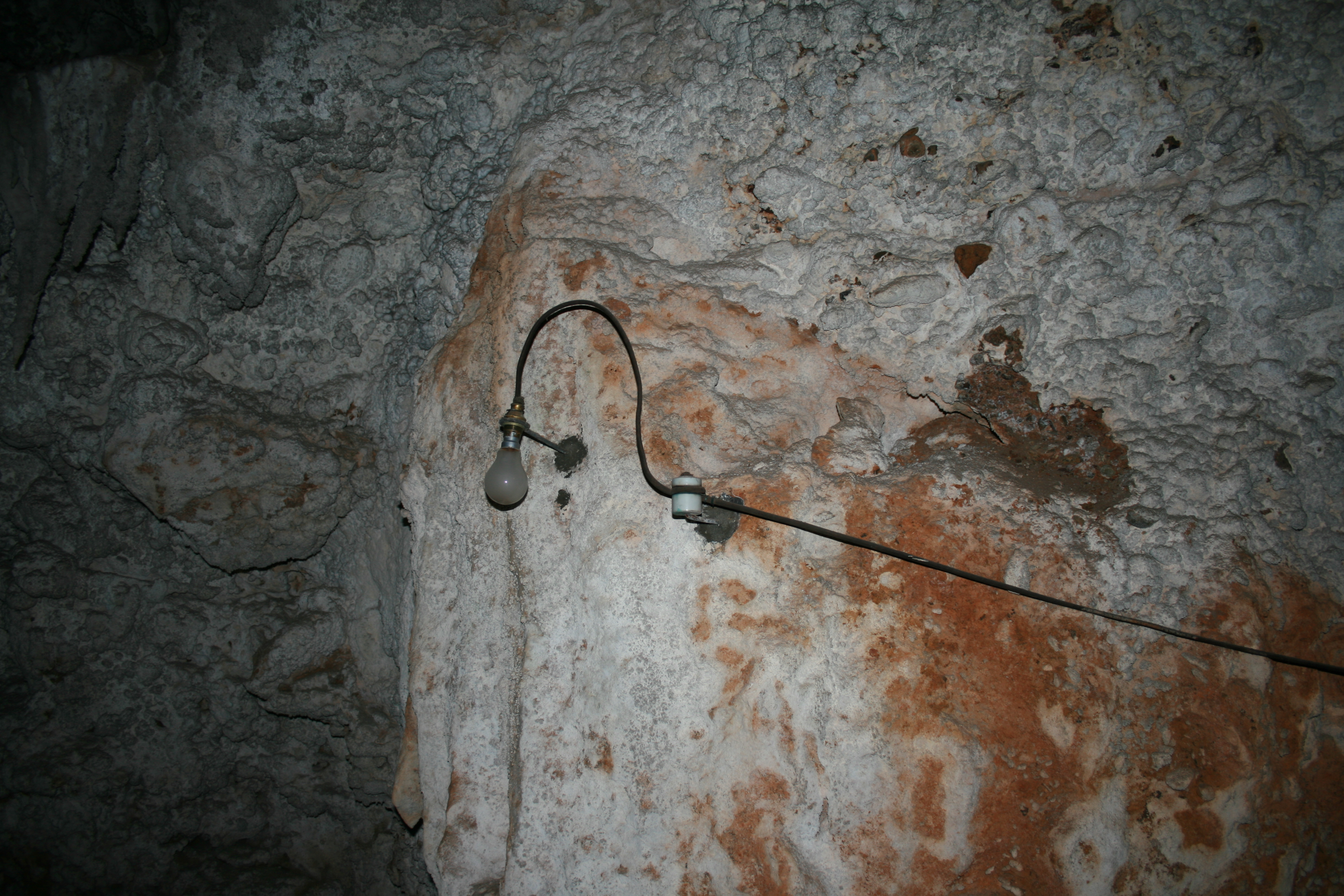
Aún se pueden ver restos de la antigua iluminación eléctrica.
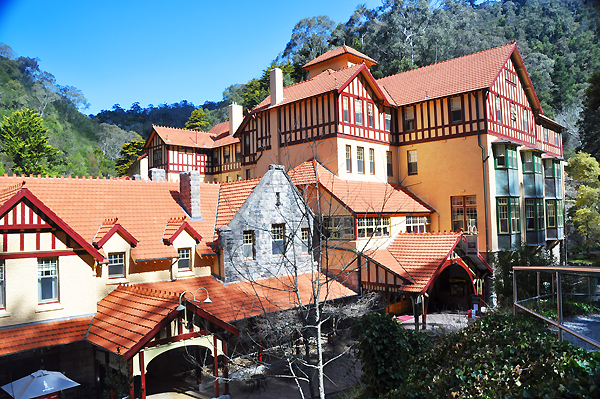
El Hostal de las cuevas de Jenolan, ofrece una variedad de alojamiento turístico.
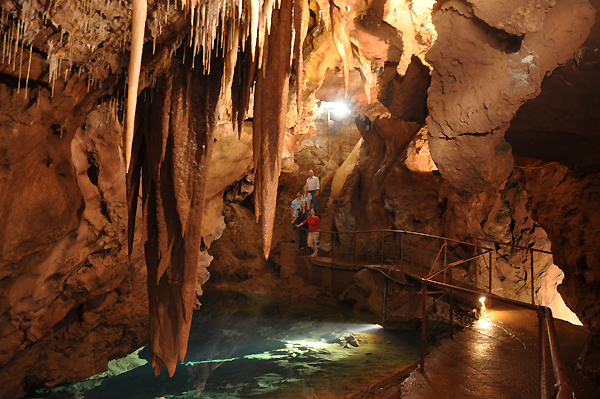
Jenolan ofrece una variedad de cuevas turísticas